# 山口政廣
山口 政廣（やまぐち まさひろ、1937年5月28日 - ）は、日本の実業家。共同印刷代表取締役社長や、同社取締役会長、日本印刷産業連合会会長、明治大学評議員会議長等を歴任した。

## 人物・経歴
1960年明治大学政治経済学部卒業、共同印刷入社。1983年共同印刷経営企画部長兼広報部長。1988年共同印刷取締役。1990年共同印刷常務取締役。1994年共同印刷専務取締役。1995年共同印刷取締役副社長。1996年共同印刷代表取締役社長。2006年共同印刷取締役会長。2007年日本印刷産業連合会会長。2010年日本印刷産業連合会顧問、連合駿台会会長。明治大学評議員会議長、明治大学校友会副会長なども歴任した。